# كرايغ باتلر (لاعب سنوكر)
كرايغ باتلر (بالإنجليزية: Craig Butler)‏ هو لاعب سنوكر بريطاني، ولد في 30 أبريل 1974 في برادفورد في المملكة المتحدة.

## روابط خارجية
- كرايغ باتلر على موقع CueTracker.net (الإنجليزية)